# 2016 у Тернополі
| Роки в Тернополі: ← · 2000 · 2001 · 2002 · 2003 · 2004 · 2005 · 2006 · 2007 · 2008 · 2009 · 2010 · 2011 · 2012 · 2013 · 2014 · 2015 · 2016 · 2017 · 2018 · 2019 · 2020 · 2021 · 2022 · 2023 · 2024 Див. також: XIX століття · XX століття |

## Річниці

### Річниці заснування, утворення
- 145 років із часу заснування Тернопільської учительської семінарії (1871).
- 50 років із часу заснування Тернопільського національного економічного університету (30.06.1966).
- 25 років із часу заснування Тернопільського обласного художнього музею (1.05.1991).

### Річниці від дня народження
- 6 січня — 80 років від дня народження українського журналіста, фотохудожника, фотокореспондента газети «Вільне життя плюс» Василя Бурми (нар. 1936).
- 25 січня — 70 років від дня народження української співачки (колоратурне сопрано) Любові Ізотової (нар. 1946).
- 27 березня — 80 років від дня народження музиканта, педагога, першого директора Тернопільського музичного училища Євгена Давидова (1926—2006).
- 2 квітня — 125 років від дня народження польського історика літератури, критика, бібліографа, видавця Станіслава Ляма (1891—1965).
- 29 квітня — 135 років від дня народження української драматичної актриси, співачки Катерини Рубчакової (1881—1919).
- 15 травня — 60 років від дня народження українського діяча культури, директора Тернопільського муніципального духового оркестру «Оркестра Волі» Володимира Грицая (нар. 1956).
- 15 червня — 80 років від дня народження українського актора, співака Володимира Ячмінського (нар. 1936).
- 18 червня — 80 років від дня народження українського письменника, публіциста, педагога, журналіста «Тернополя вечірнього» Арсена Паламара (нар. 1936).
- 20 липня — 80 років від дня народження українського поета Бориса Демківа (1936—2001).
- 6 вересня — 90 років від дня народження українського краєзнавця, педагога, публіциста, громадського діяча Богдана Головина (нар. 1926).
- 17 грудня — 100 років від дня народження українського журналіста, редактора, письменника Миколи Костенка (1916—1976).

## Події

### Січень
- 11 січня — військову частину та підприємство ТОВ «СЕ Борднетце-Україна» в Тернополі відвідав Президент України Петро Порошенко.
- 15 січня — в драматичному театрі відбулася церемонія нагородження орденом «Народний Герой України» військовиків, волонтерів, лікарів. Чотири нагороди отримали тернопільці: Андрій Юркевич та Іван Вітишин — посмертно, Валерій Чоботарь, о. Іван Гуня («Блейк») та виходець зі Шумщини, а нині львівський лікар Дмитро Лось. Також ще 8 осіб. На нагородження приїхали очільник Луганської військово-цивільної адміністрації Георгій Тука, народний депутат Дмитро Ярош, волонтер і телеведучий Сергій Притула.[1]
- 22 січня — в Українському Домі «Перемога» відкрилася виставка Василя Бурми «Замки і лицарі» до 80-річчя фотохудожника[2]

### Лютий
- 15 лютого за участі голови Тернопільської ОДА Степана Барни, міського голови Сергія Надала відбулось урочисте відкриття реконструйованого вокзалу.[3]

### Березень

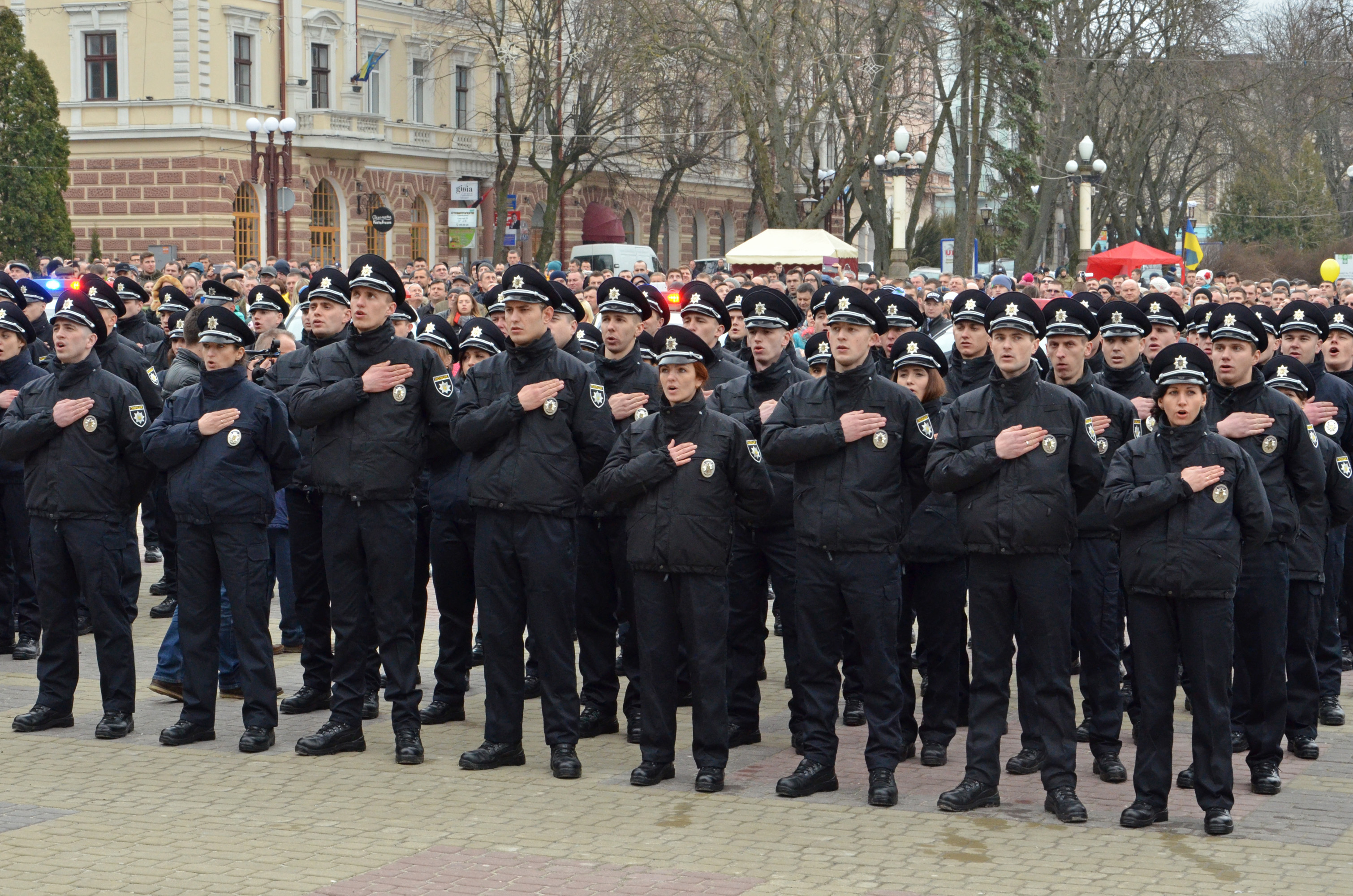
Присяга тернопільських патрульних полісменів

- 12 березня — присяга нової патрульної поліції Тернополя.[4]
- 19 березня — масштабна пожежа на південній околиці Тернополя в районі авторинку на вул. Микулинецькій.[5]
- 25 березня — у Тернополі з робочим візитом перебували Віце-прем'єр-міністр — Міністр регіонального розвитку, будівництва та житлово-комунального господарства Геннадій Зубко та міністр охорони здоров'я України Олександр Квіташвілі. За їхньої участі в місті відкрили Тернопільський обласний клінічний перинатальний центр «Мати і дитина». Олександр Квіташвілі також відвідав Тернопільський державний медичний університет імені І. Я. Горбачевського і Тернопільську університетську лікарню.[6]

### Квітень
- 15—17 квітня — фестиваль «Я там, де є благословіння», гала-концерт відбувся на Театральному майдані.
- 17 квітня — Хресна хода вулицями міста.[7]

### Липень
- 7—10 липня — на тернопільському летовищі відбувся фестиваль «Файне місто».[8]

### Серпень
- 4 серпня — на Театральному майдані відзначили День Національної поліції України.[9]
- 23—24 серпня — відбувся чемпіонат Східної Європи з аквабайку.
- 23 серпня — День державного Прапора, нагородження відомих тернополян, вручення обласних премій в галузі культури.[10]
- 27—28 серпня — відбувся чемпіонат світу з водно-моторного спорту.[11]
- 27 серпня —
  - Соломія Вітвіцька презентувала мультимедійний проект каналу «1+1» та журналу VIVA «Переможці»;[12]
  - на вул. Гетьмана Сагайдачного біля пам'ятника Іванові Франку літературно-музичною композицією «Земле моя, всеплодющая мати» за участю народної артистки України Любові Ізотової, та покладанням квітів ушанували 160-річчя від дня народження Івана Франка;[13]
  - на Театральному майдані відбулися сьомі Тернопільські дні моди за участю провідних дизайнерів України;[14]
- 28 серпня — День міста Тернополя
  - підписано договір з новим містом-партнером Тернополя — Єленя-Ґура.[15]
  - на Алеї Героїв Микулинецького цвинтаря вшановано загиблих воїнів російсько-української війни[16]

### Вересень
- 1 вересня — День знань.
- 1 вересня — відкрили оновлений бульвар Симона Петлюри.[17][18][19]
- 3 вересня — відбувся відбірковий етап чемпіонату України з баскетболу 3х3.
- 8—11 вересня — відбулися Всеукраїнські велосипедні перегони пам'яті майстра спорту Володимира Філіпенка з нагоди святкування Дня фізичної культури і спорту.
- 10 вересня — відкрита першість міста з оздоровчого бігу «Тернопільська озеряна — 2016».[20]
- 13 вересня — в ортопедично-травматологічному відділенні обласного центру ендопротезування та новітніх ортопедо-травматологічних технологій «Тернопільської університетської лікарні» відкрили за участю міністра юстиції України Павла Петренка новий операційний блок із трьома операційними залами А-класу.[21]
- 16 вересня — телекомпанія TV-4 відсвяткувала 25-річчя.[22]
- 25 вересня — на вул. Валовій у Тернополі відкрили пам'ятник Ігорю Ґереті.[23].
- 28—30 вересня — в Тернополі вшосте відбувся фестиваль «Бібліофест».[24]

### Жовтень

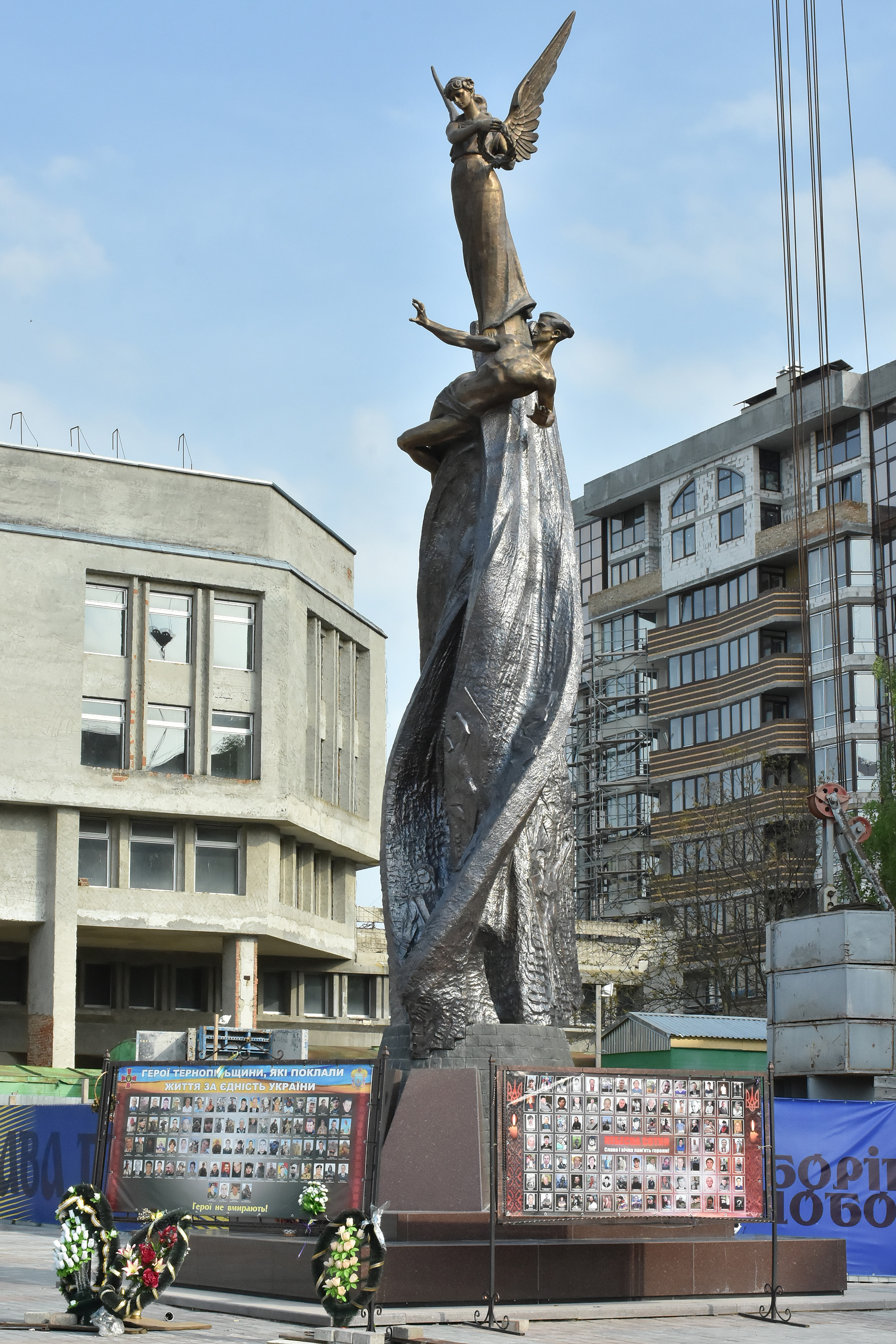
Пам'ятник Небесній сотні

- 5—9 жовтня — відбувся Чемпіонат України з футболу серед дівочих команд, у якому взяло участь 8 команд.[25]
- 13 жовтня — на базі другої міської лікарні відкрили перинатальний центр другого рівня.[26]
- 16 жовтня — в ТСН з'явився сюжет Сергія Гальченка про гуляння з 27 на 28 вересня в одному з нічних клубів Тернополя Архієпископа Мстислава (Гука) зі священиками церкви Різдва Христового, що супроводжувалося танцями, бійками і залицяннями до дівчат. Рішенням Синоду УАПЦ архієпископа відправили в монастир на покаяння.[27][28][29]
- 30 жовтня — Патріарх Філарет УПЦ КП освятив новозбудований храм святих Бориса і Гліба на вул. Білогірській та заклав й освятив наріжний камінь під будівництво Кафедрального собору на вул. Генерала Тарнавського.[30][31]

### Листопад
- 1 листопада — Тернопіль відвідав Надзвичайний і Повноважний Посол В'єтнаму в Україні Нгуєн Мінь Чі, який зустрівся з міською владою.[32][33]
- 3—12 листопада — відбувся І Всеукраїнський форум «Кінохвиля».[34]
- 3 листопада — у «Сквері Кобзаря» висадили «Алею волонтерів», зокрема на згадку про тернопільського мецената, американця за походженням Джона Звожека.[35][36]
- 13 листопада — місто засипав снігом потужний циклон[37], який створив транспортний колапс у наступні дні.

### Грудень
- У міських тролейбусах почав діяти «картковий» проїзд.[38]
- 2—4 грудня — відбувся Міжнародний фестиваль «Jazz Bez».[39]
- 6 грудня — офіційно відновив роботу Тернопільський аеропорт.[40]

## З'явилися
- 6 лютого — рішенням № 74 2 сесії Тернопільської обласної ради шостого скликання в Тернополі оголошено 1 новий об'єкт природно-заповідного фонду[41]:
  - Тернопільські магнолії — ботанічну пам'ятку природи на території Тернопільського обласного комунального дитячого будинку для дітей шкільного віку на проспекті Степана Бандери, 81.
- 19 лютого — в Тернопільській ЗОШ № 18 відкрили шкільний історико-меморіальний Музей Революції гідності та свободи[42].
- 12 травня на одному з корпусів ТНЕУ відкрили пам'ятну дошку Володимирові Гарматію[43].
- серпень — на стіні будинку на вул. Б. Хмельницького, 43 зобразили портрет Андрія Кузьменка[44], а на вул. А. Брюкнера — Андрею (Шептицькому)[45].
- 27 серпня — на фасаді Палацу кіно на вул. Івана Франка відкрито барельєф польському кінорежисеру Єжи Гоффману;[46][47]
- 6 жовтня — на фасаді будинку № 8 на вул. Гетьмана Сагайдачного, де жив і творив лідер гурту «Брати Гадюкіни» Сергій Кузьминський, співавтор пісні «Файне місто Тернопіль», відкрили анотаційну таблицю[48][49].
- 11 жовтня — на території благодійного фонду «Карітас» встановили пам'ятник покровителю вбогих і дітей-сиріт святому Вікентію.[50]
- 14 жовтня
  - на Площі Героїв Євромайдану відкрито пам'ятник Небесній сотні[51].
  - на фасаді будинку на вул. Михайла Вербицького, 4, де проживав військовик Андрій Питак встановили меморіальну дошку..[52][53].

## Зникли
- скасовано Факультет економіки і підприємницької діяльності ТНТУ імені Івана Пулюя (існував від 2008)

## Померли
- 24 січня — український спортсмен (бокс), спортивний суддя Анатолій Пацатий.[54]
- 31 січня — український учений в галузі фізики, педагог, громадський діяч, ректор Тернопільського державного технічного університету імені Івана Пулюя у 1991—2007 рр. Олег Шаблій.[55]
- 28 березня — український журналіст, публіцист, редактор, заслужений журналіст України (1999), голова Тернопільської обласної організації НСЖУ (2002—2016) Микола Ротман.
- 26 липня — український архівіст, педагог, краєзнавець, громадсько-культурний діяч, літератор Богдан-Роман Хаварівський, похований 27 липня на Микулинецькому цвинтарі біля меморіалу жертв політичних репресій.[56].
- 21 серпня — українська мистецтвознавиця, музейний працівник, громадська діячка Віра Стецько[57].
- 19 вересня — український інженер-механік, дизайнер, винахідник Олег Качало.
- 11 листопада — українська перукарка Надія Нісевич.[58]
- 26 листопада — українська радіоведуча, багатолітній диктор Тернопільського обласного радіо Галина Константинова.[59]
- 4 грудня — український радіоведучий, громадський діяч, педагог та шоумен Сергій Приходько (Сергій Камінко).[60]
- 12 грудня — український фотожурналіст Богдан Приймак.[61][62]